# Kayak de mar

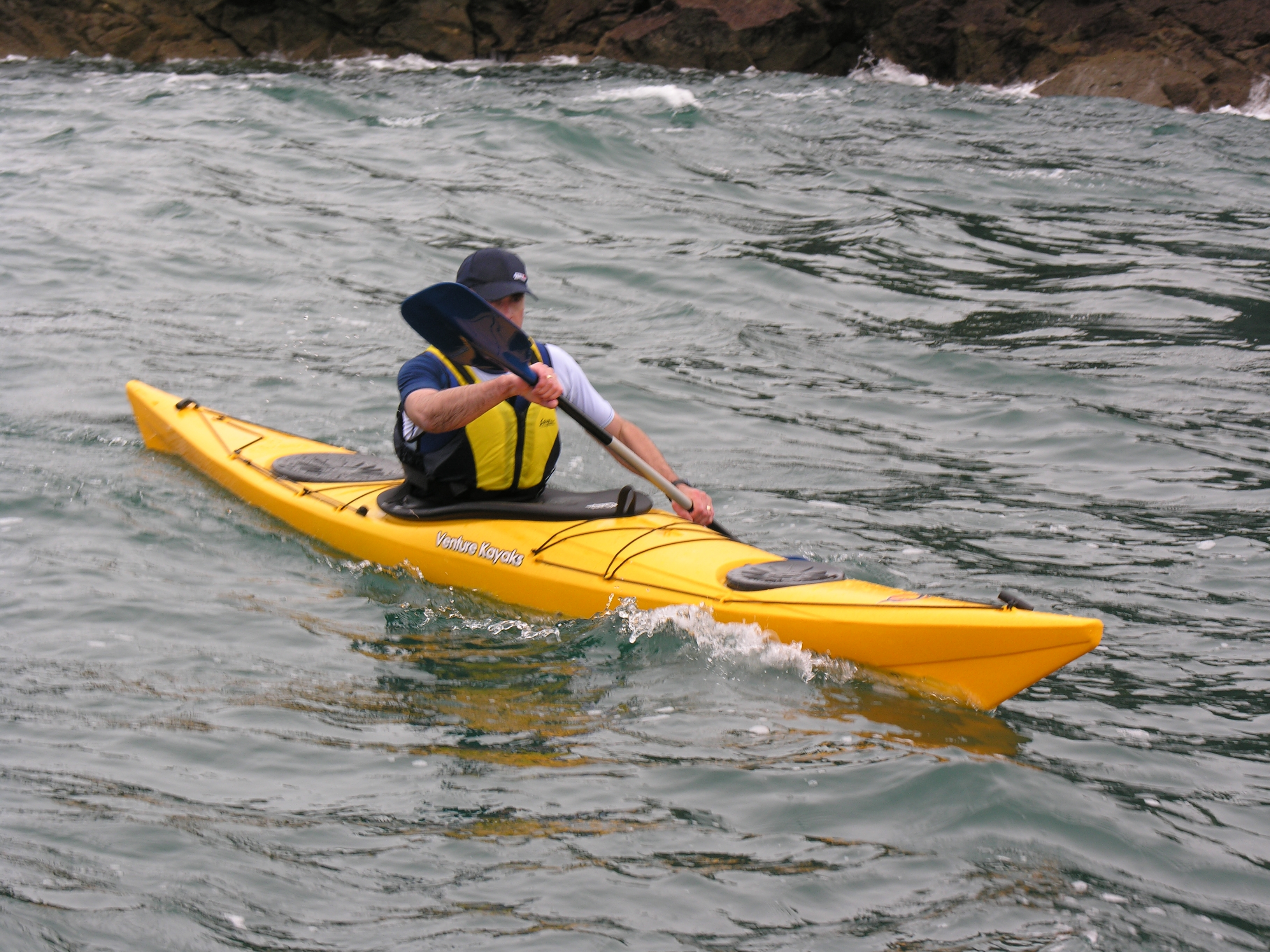
Kayak de mar

Se conoce como kayak de mar, o kayak de travesía, al deporte en aguas abiertas de lagos, bahías o el océano. La embarcación desarrollada para trasladarse lleva el nombre de kayak. Los kayaks de mar son pequeñas embarcaciones marinas con cubierta, donde el palista va sentado en el interior y semicubierto por una faldón, propulsándose con una pala de dos hojas. En la actualidad el kayak abarca varias disciplinas: aguas blancas (río), surf, olímpico (pista o competición), polo, etc., teniendo millones de seguidores en todo el mundo. 
El kayak de mar es su manifestación más aventurera y de contacto con la naturaleza, que a la vez combina las exigencias y conocimientos de varias disciplinas como navegación, orientación, excursionismo, con el espíritu contemplativo del viaje y la exploración.
Un de los máximos exponentes a nivel mundial en kayak de mar es Freya Hoffmeister, que ha realizado varias grandes expediciones de circunnavegación en todo el mundo.

## Historia
El vocablo kayak (qajaq) originario de las tribus Aleutianas significa (embarcación para hombres) y se refería a una embarcación construida huesos y piel de foca que se utilizaba para cazar, pescar, transportar el producto de la caza y realizar extensas excursiones en busca de las presas. Su origen se remonta a unos 5.000 años de antigüedad y era usado en distintas versiones por los pueblos originarios de Alaska, el norte de Canadá y Groenlandia. Existe una embarcación de características parecidas para las mujeres denominada umiak.
Los kayak esquimales podían ser de una o tres plazas, utilizándose la del medio para transportar cargas. El kayak esquimal iba cerrado en su bañera con una piel atada a la ropa del tripulante. Con la misma función que los actuales cubrebañeras, pero con el problema de que no permitían al tripulante separarse de la embarcación. Para solventar los dos problemas principales que se creaban al volcar (ahogarse o morir congelado) los esquimales inventaron la técnica del esquimotaje, mediante la cual podían volver a enderezar la embarcación después del vuelco.

## El kayak o piragua

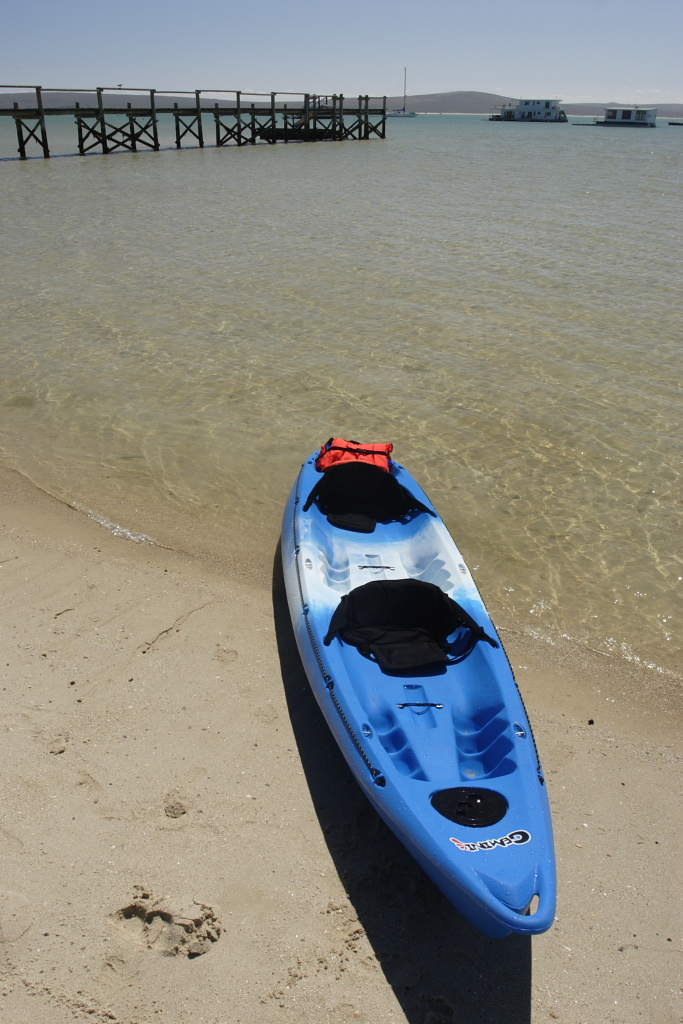
Kayak de mar de tipo abierto

El equipo fundamental para la práctica del kayak de mar es el kayak (que es un tipo de piragua) en la que el deportista va sentado e introducido en la piragua (no sentado encima), y lleva en las manos una pala de dos hojas al lado de la pértiga que alternativamente mete en el agua para propulsar y dirigir el kayak.
El kayak de mar está disponible actualmente en una gran variedad de diseños, tamaños y materiales donde podemos distinguir básicamente dos tipos: rígidos y desarmables. El diseño se ha mantenido muy similar a los kayaks originales con ligeras variaciones para hacerlo más rápido, espaciosos, cómodo, estable o maniobrable, según sea la preferencia del kayakista.
Para que se considere un kayak de mar, éste debe tener al menos: cubierta, cabina o bañera con cubre o faldón y compartimientos estancos para carga. Quedan excluidos de esta definición a los kayaks olímpicos o de carrera, ya que pertenecen a otra categoría.

### Anatomía de un kayak de mar

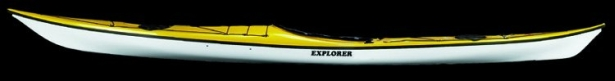
Vista lateral de un Kayak de mar

Casco: es la parte del kayak que está en contacto con el agua y define sus características principales como estabilidad, velocidad, direccionalidad y maniobrabilidad.
- Cubierta: es la parte superior del kayak, que cubre el casco y protege al kayakista de los elementos.

- Cabina o bañera o cockpit: es el orificio donde el kayakista va sentado dentro del kayak.

- Quilla: parte inferior y eje de simetría del casco que le da la direccionalidad al kayak.

- Mamparos o tabiques: separaciones interiores entre la cabina y los compartimientos estancos de carga.

- Compartimientos estancos: compartimientos secos para carga y para darle flotación al kayak. Se accede a ellos a través de las escotillas o tambuchos.

- Cabos de cubierta: cabos elásticos para sujetar artículos sobre la cubierta del kayak.

- Timón: pieza retráctil similar a una aleta, que ayuda a direccionar el kayak en condiciones de viento y corrientes.

- Orza: pieza retráctil similar a una aleta, que aumenta la resistencia lateral y ayuda a estabilizar el kayak en condiciones de viento y corrientes.

## Tamaño

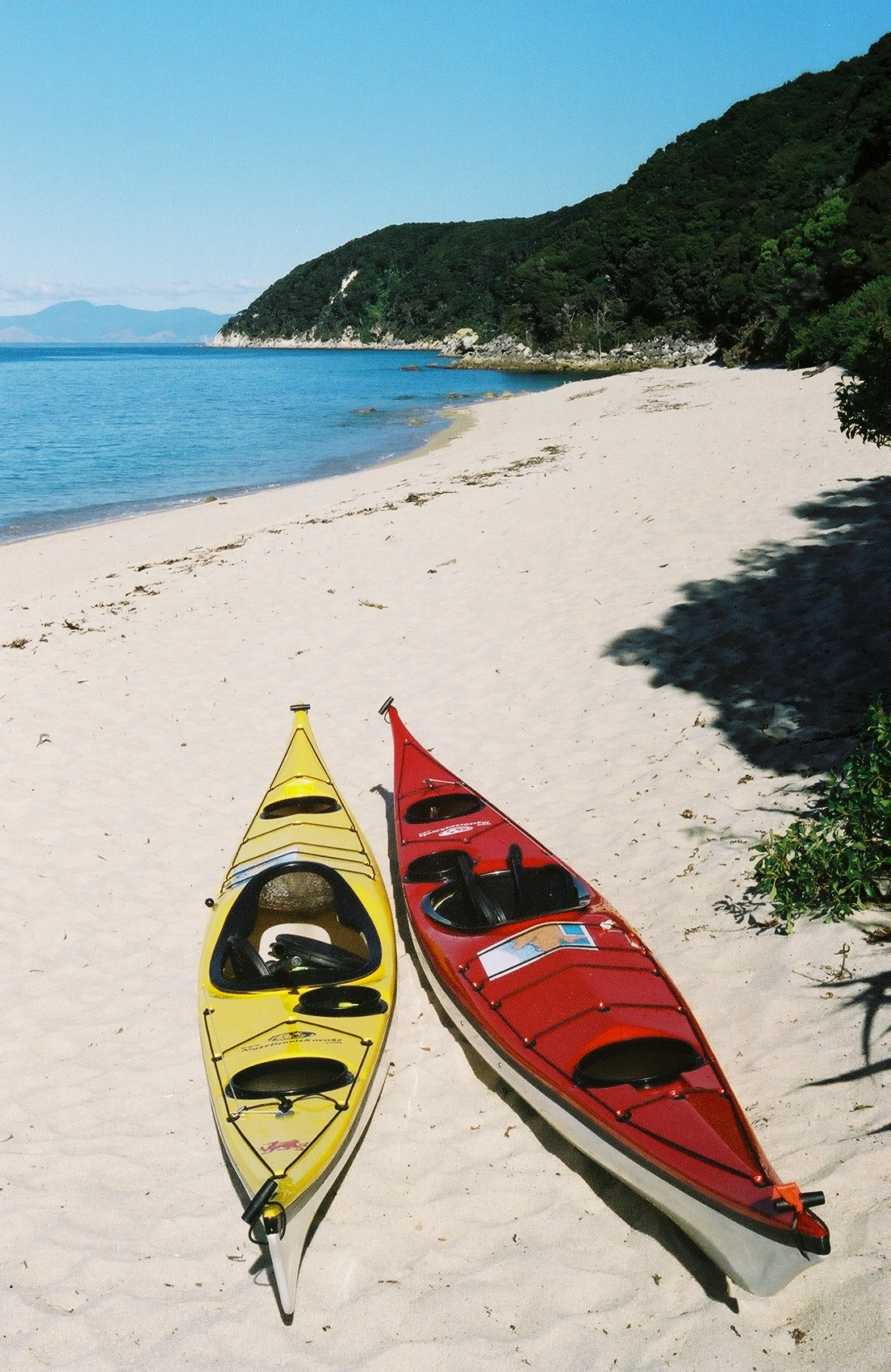
Kayak de mar de material polimérico

El kayak de mar tiene normalmente una longitud (eslora) de entre 3.7 metros (12 pies) y 7.3 metros (24 pies), siendo los más largos usualmente para dos personas y ocasionalmente para tres. El ancho (manga) va desde los 45 cm hasta los 85 cm, El largo (eslora) del kayak afecta su velocidad, su capacidad de carga y su estabilidad direccional (facilidad para desplazarse en línea recta). El ancho afecta la capacidad de carga y la estabilidad, aunque en esta última incide mucho el diseño del casco. 
En general, suponiendo una proa aguzada, cuanto más largo es más veloz y menos estable; más corto más maniobrable y más ancho, más estable. Algunos Kayaks incorporan una quilla de pantoque que ayuda en algo a la estabilidad.

## Materiales

### Fibra de Vidrio
La fibra de vidrio es liviana y rígida, y puede producir cascos muy livianos, eficientes y maniobrables. Estos kayaks son construidos a mano sobre un molde, intercalando la tela de fibra de vidrio con una resina de poliéster y recubriéndolo finalmente con pintura y una capa de recubrimiento de gel, que lo protege de los rayos UV y la abrasión.
La fibra de vidrio ya terminada es susceptible a la ruptura por impacto o abrasión lo que hace el kayak susceptible al daño por impacto, pero también puede ser reparada en terreno con los materiales adecuados.

### Compuesto (Fibras de Kevlar, Carbono, etc.)
Con el mismo proceso de fabricación que los kayaks de fibra de vidrio, se alternan y combinan otras fibras de Kevlar (aramid) y fibra de carbono para lograr más rigidez, resistencia y ligereza. El uso de estos materiales, sin embargo, los pone al principio de la lista de los más onerosos.

### Plástico moldeado
El más común, económico y fácil de producir es el roto-moldeado (moldeado rotativo). El plástico en polvo granular se pone en un molde de dos piezas que se cierra y se mete en un horno para que se derrita, mientras el molde rota y tome la forma interior del molde. Aquí, lo más importante es la calidad del plástico (rigidez, resistencia y filtros UV ) y un cuidadoso proceso que permita que el plástico se reparta de forma pareja por el molde. Un poco más elaborado es el extruido y soplo moldeado que usando un proceso un poco más complejo, extrude y fuerza el plástico en el molde usando presión de aire, posibilitando el uso de un plástico de molécula más grande, lo que produce un 30% mayor de rigidez longitudinal y un 25% mayor rigidez de torsión. Esto se traduce en mejor rendimiento, resistencia y durabilidad. 

### Plástico termoformado
Estos kayak se fabrican usando una lámina pre construida de plástico de varias densidades, con capas para darle rigidez y otras para resistir a la abrasión. Esta laminas se termoforman con moldes, casco y cubierta por separado y después se pegan. Son más livianos y rígidos que el roto moldeado y más resistentes que la fibra de vidrio. 
Los kayaks de plástico son los más económicos, y los más resistentes a los golpes y a la abrasión. A cambio de esto, tenemos un kayak ligeramente más pesado y generalmente no tan veloz. Este es el kayak de preferencia para quien se inicia en este deporte, así como para quienes desean una embarcación resistente, confiable y que requiere muy poco mantenimiento.

### Kayak desarmable o tela sobre esqueleto

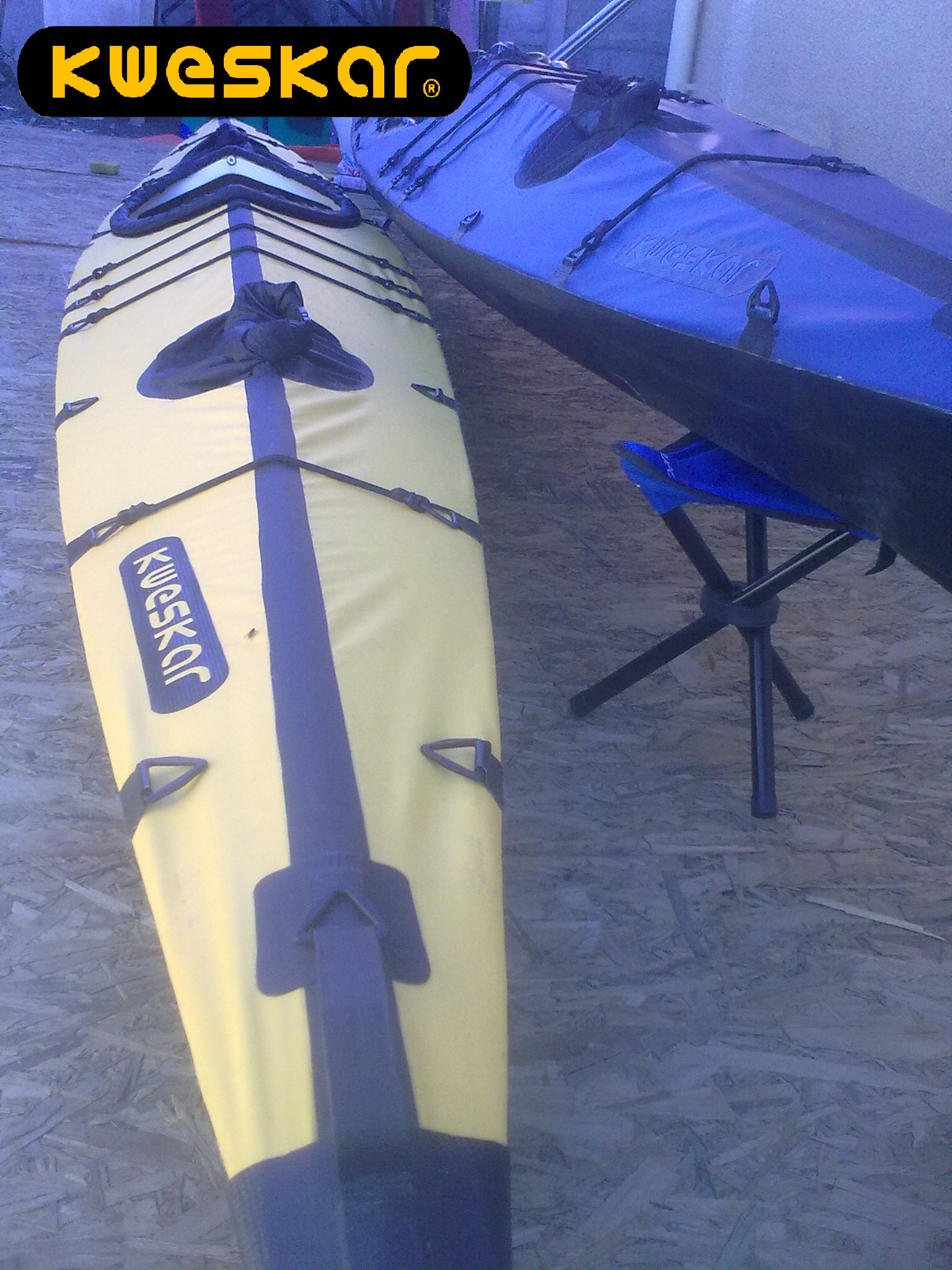
Kayaks desarmables para travesía y expedición. KWESKAR embarcaciones es la primera fábrica en Latinoamérica en ofrecer estos productos y sus accesorios

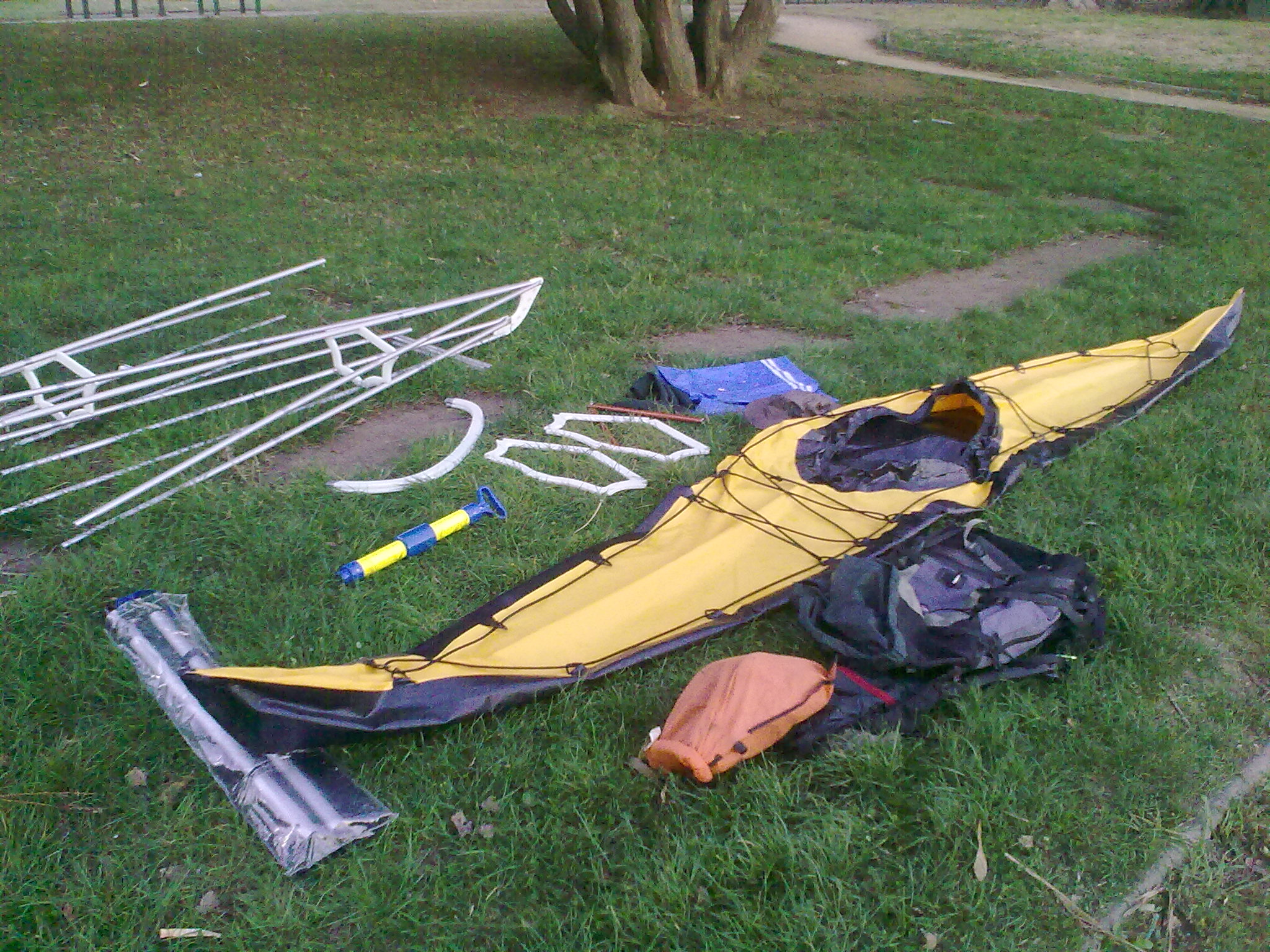
Piezas de kayak plegable

Estos kayaks desarmables caben dentro de una mochila grande y pueden ser transportados como equipaje en un avión. Están construidos de un esqueleto de madera, fibra o aluminio, recubierto por una tela de nylon con goma. Si bien no son los más rápidos, son livianos y muy marinos, capaces de soportar largas expediciones.
Su principal ventaja radica en la capacidad de transportarlos en espacios reducidos (100x30x30 cm aprox.) y poder guardarlos en cualquier parte. Existen diversos tipos y modelos según su actividad (travesía, expedición, aguas blancas, etc.) Las formas constructivas son variadas. Con esqueletos plegables de aluminio y telas de PVC, son los de mejor calidad y resistencia. Con este tipo de kayak puedes viajar donde quieras y llevarlo en el maletero del automóvil o incluso en el avión, y cargar en promedio con 15 kg. El tiempo de armado es otro interesante tema que llama la atención, toma de 10 a 15 minutos armar un kayak y la mitad en desarmarlo.

### Madera
Es uno de los materiales más nobles para la construcción de kayaks, ya muy en desuso. Existen planos y "kits" completos para construirlo uno mismo sobre la base de madera terciada o listones.

## El remo o pala
Remo es incorrecto.
El remo o pala de kayak de mar es la herramienta que el kayakista de mar utiliza para propulsar y/o dirigir su embarcación. A diferencia de los remos convencionales, el remo de kayak tiene dos hojas que entran alternativamente en el agua en un movimiento continuo.
Existen tres estilos de remos:
- Estilo Europeo. Formado por dos hojas bien definidas, unidas con un eje, mango o pértiga. Este es el remo más comúnmente usado en la actualidad. Se encuentran en modelos de una, dos o cuatro piezas, de distintos materiales y largos, con las hojas simétricas o asimétricas y de distintas formas y áreas.
- Estilo Groenlandés o esquimal. De una sola pieza con hojas muy alargadas que salen gradualmente de la pértiga. Este es el remo tradicional usado por los esquimales.
- Estilo de Competencia o Cuchara (Wing). Similar al europeo pero con las hojas con forma de cuchara y optimizadas para la mayor rendimiento de velocidad. Este tipo de remo se usa poco en kayak de mar, prefiriéndose el tipo europeo por su versatilidad.

### Materiales
Los materiales del remo buscan darle una mezcla entre rigidez, flexibilidad, resistencia, durabilidad y bajo peso. Los más usados son la madera, el aluminio, la fibra de vidrio y la fibra de carbono, siendo estos últimos los más livianos y costosos. En las hojas es común el plástico ABS mezclado con fibras de vidrio o carbono.

### Longitud el remo
Las longitudes usuales van desde los 210 cm hasta los 240 cm. Este depende de factores como la estatura del kayakista, el ancho del kayak y el tipo de remado, ya sea de ángulo alto o bajo. Hay remos de dos piezas con un dispositivo de acople que permite regular el largo.

### Las hojas o cucharas
Las hojas pueden ser simétricas o asimétricas, siendo las primeras típicas de los remos de uso recreativo y no tienen parte anterior y posterior, como tampoco tienen lado derecho o izquierdo. Son de bajo costo y bajo rendimiento. Las palas asimétricas están diseñadas para entrar eficientemente en el agua y normalmente tienen un diseño transversal cóncavo y dihedral para evitar la vibración y darle estabilidad a la remada. Existen hojas más anchas para remado de ángulo alto y más largas para remado de ángulo bajo. Cada kayakista debe elegir su remo de acuerdo a sus preferencias y estilo de remado.
Las hojas pueden estar en el mismo plano entre sí o tener un ángulo entre ellas, normalmente de entre 15 y 60 grados, para evitar la resistencia del viento.

## El chaleco salvavidas

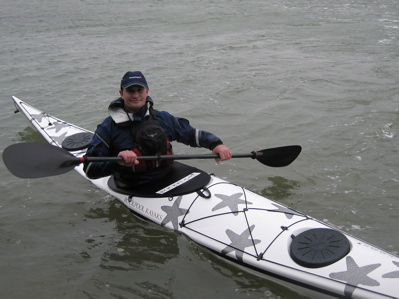
Kayakista mostrando su equipamiento

Es una pieza fundamental en la seguridad pasiva del kayakista de mar porque le proporciona :
- flotabilidad en caso de inmersión
- protección térmica fuera y dentro del agua.
- mayor visibilidad
- abrigo en invierno

Los chalecos de kayak de mar deben tener un mínimo de flotabilidad de 50 Newton ( o 16 libras en estándar USCG ) en contraste con los de 100 N obligatorios en los chalecos de salvamento en los buques y atracciones de feria (demasiado aparatosos e inseguros para llevarlo puesto en todo momento durante la navegación en kayak de mar).
Entre las características deseables en un chaleco para kayak de mar se pueden citar:
- Colores vivos y bandas reflectantes nocturnas, que así es más bonito.
- Amplios orificios de los brazos para no entorpecer la remada.
- Varios puntos de ajuste para un buen talle al deportista.
- Cinta de amarre en la cintura para evitar que se deslice hacia arriba al estar sumergido.
- Bolsillos autodrenantes para guardar elementos útiles como espejo de señales, navaja, silbato.
- Pestañas para asegurar el cuchillo y la luz de emergencia.

Los chalecos especiales para rescate tienen adicionalmente un arnés de rápida liberación donde se asegura la cuerda de rescate o remolque, pero esto no es esencial ya que las cuerdas pueden tenerlo incorporado.
Actualmente ya existen chalecos de hombre y de mujer para ser más cómodos incluso en las peores circunstancias de calor y humedad.
- Importante. Los chalecos salvavidas tienen un tiempo de vida limitado y su capacidad de flotación disminuye con el tiempo, el sol, el calor y el daño normal por uso. Pero el peor enemigo del chaleco salvavidas es la cubierta del kayak.

## El cubre o faldón o cubrebañeras

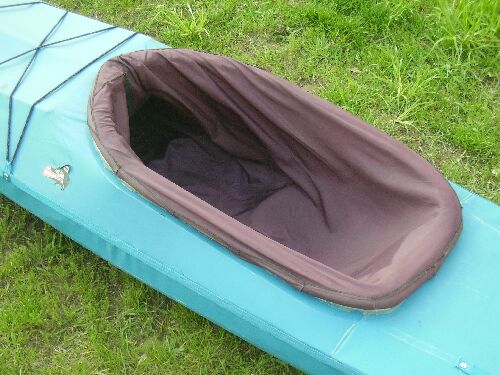
Faldón de kayak

Es una cubierta de tela que asegurada a la cintura del kayakista y al anillo de la cabina del kayak, evita que entre el agua en caso de oleaje o volcamientos. Adicionalmente provee protección del viento y el frío.
Puede ser de neopreno, nylon, o telas laminadas respirables que evitan la condensación al interior de la cabina. Está rodeado por un elástico que permite ajustarse a la medida exacta de la bañera y un asa de seguridad en la punta que permita, en caso de necesidad, tirar de ella para poder sacarlo y salir del kayak..
El faldón evita que entre el agua en caso de volcamiento, permitiendo al kayakista efectuar el giro esquimal y continuar remando sin necesidad de salir del kayak.

## Consejos para el paleo
El Kayakista de mar está expuesto a la hipotermia, al cansancio, el mareo y la desorientación. A pesar de que se puede andar en grupos, lo usual es que el kayakista por lo general haga boga en solitario y por lo tanto debe practicar autorescate constantemente antes de adentrarse en el mar. Además deberá contar con todo el equipamiento necesario para hacer una travesía segura. (Ver artículo principal: Kayak) Avisar a cualquier persona sobre la ruta y hora de salida es un consejo que ha salvado vidas de kayakistas de mar. Es recomendable llevar pastillas para el mareo o limón en rodajas.
- Importante. Se aconseja colocar o amarrar en la cubierta, una bolsa de nylon cerrada con cinta de color e inflada al máximo conteniendo en su interior un celular cargado.

No se puede entrar a bogar en estado de intemperancia (embriaguez) ni bajo efecto de medicamentos que afectan la percepción de la realidad. Una de las enfermedades limitantes es la epilepsia en cualquiera de sus formas, ella impide a un sujeto que la padezca siquiera piense en bogar en la orilla, puesto que el reflejo del sol destelleante sobre el movimiento del agua puede gatillar un ataque. Adicionalmente, si se es muy sensible al mareo, mejor es no practicar este deporte.
Se aconseja llevar sobre la cubierta un trozo de espuma de poliestireno o poliuretano recubierta con nylon y cruzado con pulpos de agarre. Este simple accesorio permite recuperar el Kayak haciendo de pontón con el remo.
Si por algún motivo ocurre un volcamiento y no es posible la recuperación de la embarcación, hay que aferrarse a las cotas de cubierta y permanecer lo más tiempo posible y no deshacerse de ropa ni menos del chaleco salvavidas evitando que afecte la hipotermia. Las posibilidades de ser localizado son inversamente proporcionales a los metros que se aleje del kayak volteado.
Si el kayak estando invertido empieza a hundirse y al tomarlo por la punta no puede ser recuperado, se aconseja rescatar todo objeto que pueda servir de ayuda y no gastar energías en intentar salvarlo. Así mismo, conviene ahorrar energía al nadar y hacerlo de espaldas para avanzar más que al estilo libre.

## Riesgos de exposición a ataques de depredadores marinos
Aunque las posibilidades de que ocurra un ataque de escualos, principalmente del tiburón blanco,  incluso orcas o lobos de gran tamaño es bastante baja, sí pueden ocurrir; de hecho ya hay casos bien documentados y es necesario prevenirlos. Se aconseja:
- Nunca pescar en aguas habitadas por depredadores, ya que el rastro de sangre de las presas que se atrapen atraerá a tiburones o lobos que tienen en esos parajes sus territorios de caza.
- No exponer las extremidades bajo el agua, retirar los pies o brazos de la superficie del agua.
- En caso de verse acosado por un tiburón emprender la huida lentamente aumentando la velocidad apenas deje de tener contacto visual con el depredador.
- Librarse de todas las presas capturadas y dejarlas en la zona como cebo de distracción.
- Si un tiburón intenta abordar el kayak por sus extremos mantener a todo trance el equilibrio y si es posible asestar un golpe en la nariz con el remo.

Como regla general, no pescar estando en kayak ya que podría colocarse en situación vulnerable al ataque de depredadores marinos.

## Reglamentación para la pesca marítima desde kayak en España
En los últimos años, el número de practicantes de esta modalidad de pesca se ha incrementado, planteándose cuestiones sobre la legalidad de practicar la pesca deportiva desde un kayak o piragua.
En el Real Decreto 1435/2010, de 5 de noviembre, se incluyen a los kayak y piraguas dentro del apartado de Artefactos flotantes o de playa, legalmente distintos a lo que según la marina mercante es una embarcación.
Las normativas de pesca recreativa en el mar, en la mayor parte de las CCAA, obliga a estar en posesión de una licencia expedida por la administración para poder desarrollar dicha actividad y si atendemos a las distintas licencias expedidas, que suelen permitir la práctica de la pesca desde tierra, desde embarcaciones de lista 6ª o 7ª (uso deportivo) o submarina, nos encontramos con que ninguna de estas licencias nos permite practicar esta actividad en auge, generando así un estado de incertidumbre entre los aficionados, encontrándose en una situación presumiblemente ilegal.
Esta situación puede variar en cada CCAA, por lo que es aconsejable informarse de la normativa de cada lugar, ya que en los últimos años, algunos colectivos han intentado que se hagan cambios a respecto.